# 12278 Kisohinoki
12278 Kisohinoki è un asteroide della fascia principale. Scoperto nel 1990, presenta un'orbita caratterizzata da un semiasse maggiore pari a 2,6823276 UA e da un'eccentricità di 0,1694379, inclinata di 6,61295° rispetto all'eclittica.